# ميتشيل فان بيرغن
ميتشيل فان بيرغن (بالهولندية: Mitchell van Bergen)‏ (27 أغسطس 1999 في هولندا - ) هو لاعب كرة قدم هولندي في مركز الهجوم. شارك مع منتخب هولندا تحت 17 سنة لكرة القدم. أما مع النوادي، فقد لعب مع فيتيسه آرنهم.

## وصلات خارجية
- ميتشيل فان بيرغن على موقع الاتحاد الأوربي (الإنجليزية)
- ميتشيل فان بيرغن على موقع قاعدة بيانات كرة القدم.إي يو (الإنجليزية)
- ميتشيل فان بيرغن على موقع Soccerway.com (الإنجليزية)
- ميتشيل فان بيرغن على موقع عالم كرة القدم.نت (الإنجليزية)